# José Parra Martínez
José Parra Martínez (né le 28 août 1925 à Blanes et mort le 29 février 2016 à Terrassa) est un footballeur espagnol.